# Tractat de Tordesillas
El Tractat de Tordesillas va ser un tractat internacional signat a la ciutat de Tordesillas el 7 de juny de 1494 entre el Regne de Portugal i els Regnes de Castella i Lleó (Ferran el Catòlic per Aragó i Isabel la Catòlica per Castella i Lleó), per tal de donar legalitat a l'ocupació dels territoris que anaven explorant i descobrint. Posteriorment va ser avalat per la Santa Seu.

## Antecedents
El Tractat d'Alcaçovas entre el Regne de Portugal i els sobirans dels regnes Castella signat a la localitat portuguesa d'Alcaçovas el 4 de setembre de 1479 i que entrà en vigor posteriorment, quan fou ratificat a Toledo el 6 de març de 1480 es compon de quatre conjunts d'acords que renovaven i actualitzaven el tractat d'Almeirim de 1432 corresponents a les navegacions portugueses per la costa africana i les illes del Mediterrani atlàntic, amb el què Portugal tindria l'hegemonia marítima per sota del paral·lel de l'illa de Ferro en direcció a les illes de Cap Verd i el monopoli de les navegacions al sud del cap Bojador, i Castella veia reconeguda la propietat de totes les illes Canàries, que no es va fer efectiva fins al 1496 amb la conquesta de Tenerife, i el dret a una petita franja de la costa africana, entre els caps Nun i Bojador, per connectar amb les caravanes que porten l'or de l'interior de el continent.
Les butlles alexandrines són un conjunt de documents pontificis que van atorgar als reis de Castella i Lleó el dret a conquerir Amèrica i l'obligació d'evangelitzar-la, emesos per la Santa Seu a 1493 a petició dels Reis Catòlics, la influència davant el Papa Alexandre VI (de la valenciana família Borja) era prou poderosa per a aconseguir-les.Van ser quatre documents: el breu Inter Caetera, la butlla menor també anomenada Inter Caetera, que és la més coneguda i la que esmenta per primera vegada una línia de demarcació a l'Atlàntic, la butlla menor Eximiae devotionis i la butlla Dudum siquidem. La línia de demarcació queda fixada a 100 llegües a l'oest de les Açores i Cap Verd
La disposició papal no va satisfer el monarca portuguès, i les tensions amb Castella augmentaren. Per tal d'evitar la ruptura hom inicià unes negociacions a Tordesillas, on es reuniren els representants portuguesos (Rui de Sousa, João de Sousa i Aires de Almada) i els castellans (Enrique Enríquez, Gutierre de Cárdenas i Rodrigo Maldonado). El resultat fou un acord en virtut del qual la línia de demarcació se situà 370 llegües a l'occident de les illes de Cap Verd; d'aquesta manera, la terra descoberta a l'est d'aquesta línia havia de passar a dependre de Portugal, i la de l'oest de Castella. El tractat de Tordesillas fou ratificat pels Reis Catòlics a Arévalo el 2 de juliol de 1494, a Setúbal per Joan II de Portugal el 5 de setembre del mateix any, i pel papa Juli II l'any 1506.

## El tractat
En el tractat, Espanya es reservava la sobirania sobre els territoris descoberts a l'oest del meridià 46, mentre que Portugal la dels situats a l'est, i es reservava per Portugal el Regne de Fes i per Castella el Regne de Tlemcen, però aquesta darrera divisió va haver de ser corregida pel Conveni de Sintra de 1509, que va establir la frontera en Vélez de la Gomera.
El Descobriment del Brasil per Pedro Álvares Cabral l'any 1500 va assegurar la presència portuguesa a Amèrica.
Els originals del tractat es troben a l'Arxiu Nacional de la Torre do Tombo (Lisboa) i Arxiu General d'Índies (Sevilla).

### Extractes del tractat
(...)que es faci i assenyali pel dit Crespo una línia dreta de pol a pol, és a dir, del pol àrtic al pol antàrtic, que és de Nord a Sud, la qual ratlla o línia s'hagi de donar i per la dreta, com ha estat dit, a tres-centes setanta llegües de les illes de Cap Verd, vers la part de ponent, per graus o d'altra manera, que com millor i més aviat es pot donar, de manera que no siguin més i que tot allò que fins aquí ha estat trobat i descobert i que en endavant fos trobat i descobert pel Rei senyor de Portugal i pels seus navilis, així illes com terra ferma, des de la dita ratlla i línia donada tot anant per la part de llevant, o del Nord o del Sud d'aquesta que sigui i pertanyi al senyor Rei de Portugal i als seus successors per sempre més; i que tota la resta, illes com terra ferma, trobades i per trobar, descobertes i per descobrir, que són o que semblen trobades pels senyors Rei i Reina de Castella i d'Aragó (...), anant per la part de ponent que tot sigui i pertanyi als esmentats senyors Rei i Reina(...)
"..."queden e finquen para los dichos sennores Rey e Reyna de Castilla e de Aragón, etc e para sus subçesores e sus reynos" ...
(...) haziendose una raya o lina derecha de polo a polo donde se acabaren las dichas doscientas e cincuenta leguas queden e finquen para el dicho Sennor Rey de Portugal e de los algarbes, etc e para sus subçesores e reynos para siempre jamás e que todas las yslas e tierra firme que has ta los dichos veinte días deste mes de junio en que estamos sean falladas e descubiertaspor los nauios de los dichos sennores Rey e Reyna de Castilla e de Aragón, etc e por sus gentes (...) queden e finquen para los dichos sennores Rey e Reyna de Castilla e de Aragón, etc e para sus subçesores e sus reynos / para siempre jamás como es y ha de ser suyo lo que es o fuere hallado allende la dicha rraya de las dichas treszientas e setenta leguas(...)

## Disputa sobre les Moluques

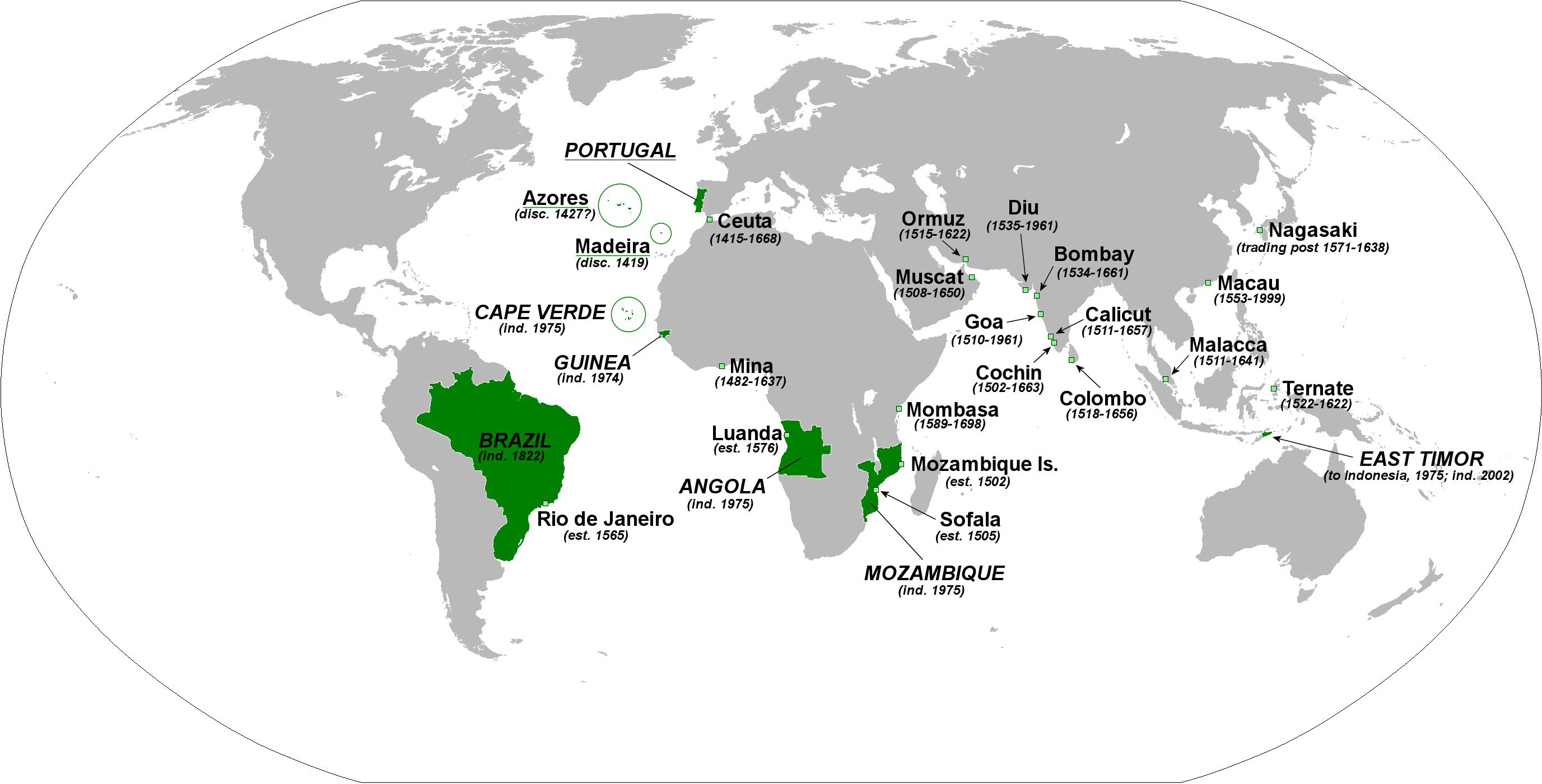
Imperi Portuguès al llarg de la història.

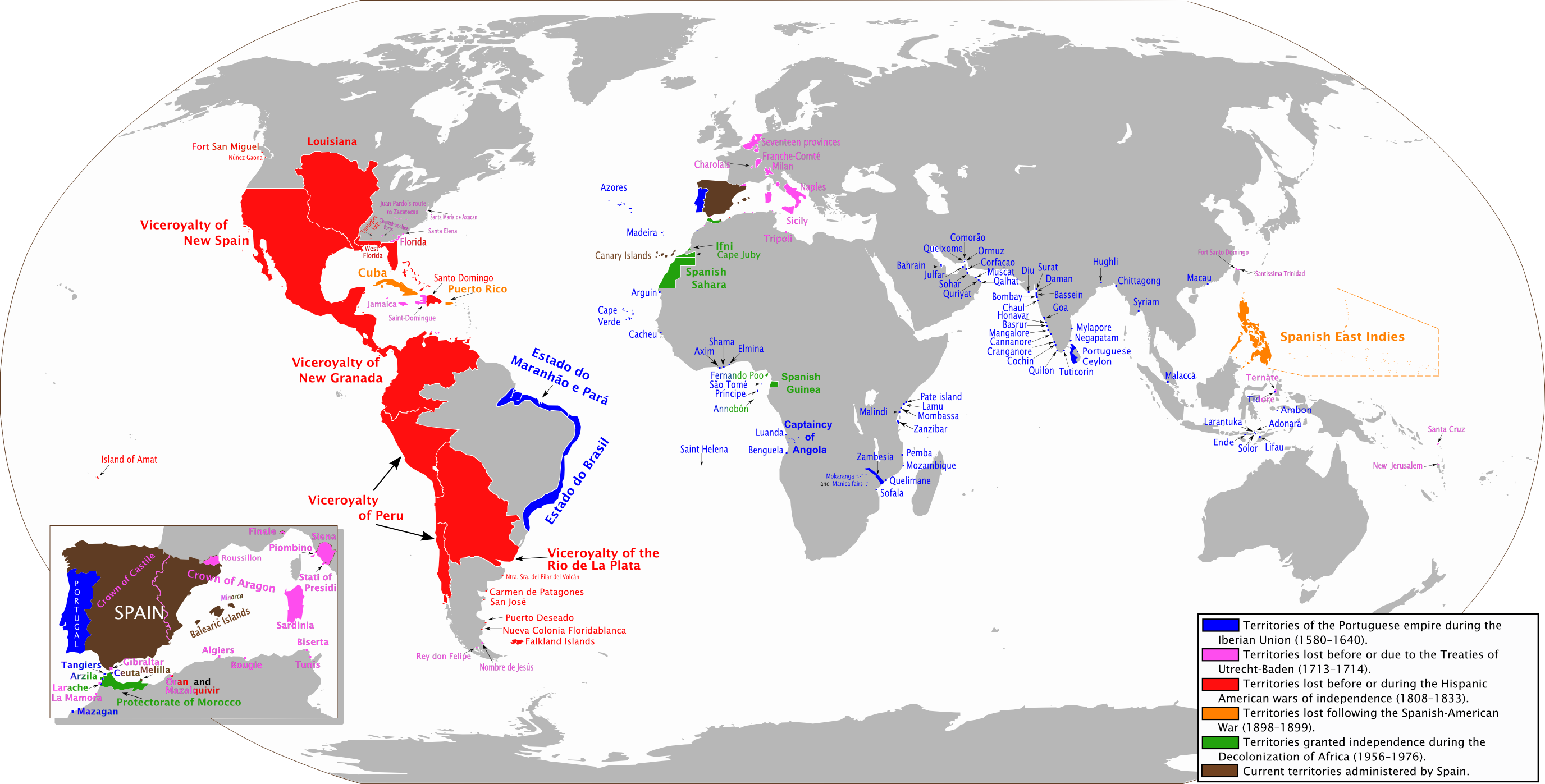
Imperi Espanyol al llarg de la història.

A causa de la impossibilitat de determinar l'antimèridià corresponent al disposat en Tordesillas, després de l'Expedició de Magalhães-Elcano els anys següents es van produir escaramusses que van enfrontar portuguesos i espanyols per la possessió de les Moluques, que es va resoldre finalment mitjançant el tractat de Saragossa de 1529, signat per emperador Carles i Joan III de Portugal amb la determinació d'una línia de demarcació que passava 297,5 llegües a l'est de les Moluques, que es van reconèixer com a Portugueses. Al final, l'hemisferi portuguès tenia aproximadament 187 graus i l'espanyol de 173 graus.

## Contestació al tractat

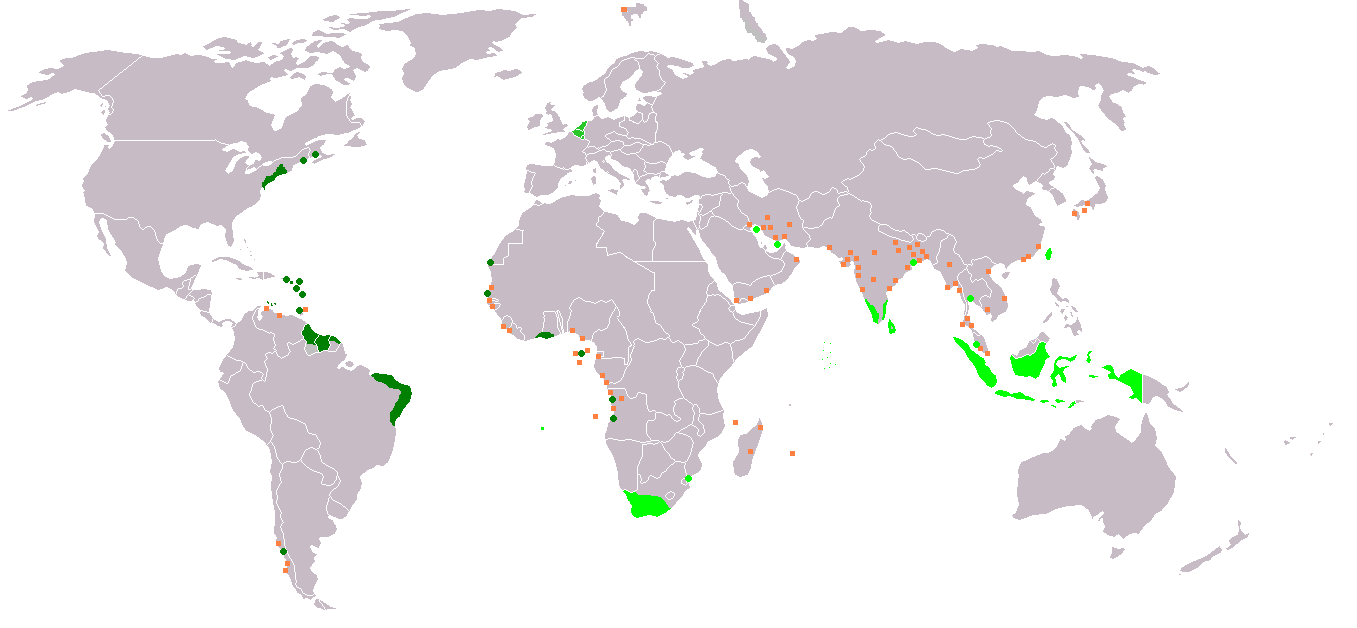
Imperi holandès al llarg de la història.

La resta de potències europees no van acceptar aquesta divisió de el món conegut i per conèixer entre castellans i portuguesos i el monopoli sobre el descobriment, la navegació i el comerç establert a favor de les potències ibèriques fou desafiat per França, Anglaterra i més tard per les Províncies Unides, que creien que les decisions papals no eren vinculants i que el tractat era un compromís bilateral aplicable només als signants. El setembre de 1522 arribaren a Castella els membres supervivents de la primera circumnavegació terrestre. Això impulsà els comerciants francesos a buscar noves rutes comercials i el 1523 el rei Francesc I de França va finançar expedicions comandades per Giovanni da Verrazzano per explorar una àrea compresa entre la Florida i Terranova amb l'objectiu de trobar una ruta marítima cap a l'oceà Pacífic. Durant el segle xvi, portuguesos i castellans van recordar la prohibició que prohibia als estrangers la navegació pels seus respectius dominis, i tot i això, els espanyols es van establir a les Filipines, que es trobaven en territori portuguès segons els acords del tractat de Saragossa.
La seva vigència oficial va quedar reduïda al no-res després de la Pau de Cateau-Cambrésis de 1559 quan les monarquies Hispànica i francesa van decidir treballar activament contra l'heretgia protestant i aquelles potències van comprendre que la seva influència política es jugava tant a la mar com la terra, va començar l'era de les grans potències navals que van competir entre elles en diversos plans, des del debat teòric fins al conflicte obert. La rivalitat entre estats per descobriments, navegació i comerç a les Amèriques i a Àsia va provocar una controvèrsia entre els partidaris per l'exclusivitat dels dominis marítims, mare clausum, i els de la llibertat dels mars, mare liberum. El 1609, al seu Mare liberum, l'holandès Hugo Grotius va defensar la noció que la llei de la natura i de les nacions prohibia qualsevol apropiació d'alta mar, que es considerava propietat comuna de tots els països, tesi a la qual es va oposar l'anglès John Selden, en Mare clausum. Només va començar a la dècada de 1640 que Espanya i Portugal van admetre el dret dels estrangers a navegar per allò que, durant un temps, consideraven la seva part del món.
El 1609, per justificar les activitats de la Companyia Neerlandesa de les Índies Orientals, que contravenien el tractat de Tordesillas, Hugo de Groot va publicar de forma anònima Mare liberum, un breu tractat on afirmava que el mar no era propietat de ningú, sinó territori internacional que totes les nacions eren lliures d'aprofitar, tesi a la qual es va oposar l'anglès John Selden, en Mare clausum. La disputa sobre la propietat o nacionalitat de les aigües tenien un rerefons econòmic, ja que afectava al comerç internacional. Mare liberum és part d'una obra major, De iure praede, inèdita fins a 1868. El 1613 va fer part d'una missió diplomàtica a Anglaterra. Considerava la guerra una conseqüència inevitable del conflicte permanent en les relacions humanes que es podia ajustar als principis i regles de el dret natural comú als homes i de el dret de gents resultant del consens entre els pobles, i proposava regles de conducta en la guerra.

## Abolició del tractat
El Tractat de Madrid del 1750, subscrit entre el Regne d'Espanya i el Regne de Portugal va anul·lar el Tractat de Tordesillas i qualsevol altre complementari:
| « | Article I: El present tractat serà l'únic fonament i regla que d'ara endavant s'haurà de seguir per a la divisió i límits dels dominis a tota Amèrica i a Àsia; I en virtut d'això quedarà abolit qualsevol dret i acció que puguin al·legar les dues Corones, amb motiu de la butlla del Papa Alexandre VI, de feliç memòria, i dels tractats de Tordesillas, de Lisboa i Utrecht, de l'escriptura de venda atorgada a Saragossa, i de qualsevol altre tractat, convenció i promesa; Que tot això, en quan es tracta de la línia de demarcació, serà de cap valor i efecte, com si no hagués estat determinada en tota la resta en la seva força i vigor. I en el futur no es tractarà més de l'esmentada línia, ni es podrà usar d'aquest mitjà per a la decisió de qualsevol dificultat que passi sobre els límits, sinó únicament de la frontera que es prescriu en els presents articles, com a regla invariable i molt menys subjecta a controvèrsies. | » |

No obstant això, el Tractat de Madrid va ser anul·lat pel Tractat del Pardo del 1761, que va restablir la línia de Tordesillas fins que va ser abandonada definitivament pel  Tractat de San Ildefonso de l'1 d'octubre del 1777.